# Henri Léon Camusat de Riancey
Pour les articles homonymes, voir Camusat.
Henri Léon Camusat de Riancey (24 octobre 1816 à Paris - 9 mars 1870 à Paris), est un homme politique français.

## Biographie
Fils de Adrien Camusat de Riancey et de Caroline-Henriette de Martines, une ancienne famille noble de Champagne, petit-fils d'un émigré mort à l'armée de Condé, il se mariait en 1842 avec Clémentine Pauline Zoé Lefebure des Vaux file du général baron Lefebvre des Vaux. Il fit ses études au collège Henri-IV, remporta le prix d'honneur de rhétorique au concours général, étudia le droit, se fit inscrire comme avocat au barreau de Paris et fut secrétaire de Philippe Dupin.
Défenseur attitré des journaux catholiques et légitimistes, il plaida notamment pour L'Univers, pour les abbés Combalot et Souchet, Louis Veuillot, et quitta le barreau en 1844 pour entrer dans le journalisme.
Il collabora activement à L'Ami de la religion, au Correspondant, à L'Union monarchique, adopta les idées de Montalembert, et fut secrétaire du « comité électoral pour la liberté religieuse ».
Après la révolution française de 1848, Riancey se porta candidat à la Constituante dans la Sarthe le 4 juin 1848, lors dit scrutin complémentaire motivé par deux options ; mais sans succès. Il fut plus heureux aux élections pour l'Assemblée législative, le 13 mai 1849, où il fut élu représentant de la Sarthe.
Il siégea à droite, s'associa à toutes les motions de la majorité monarchiste et prit plusieurs fois la parole, notamment dans les débats sur la loi de l'enseignement. Il soutint notamment un amendement portant son nom, qui impose une taxe aux journaux qui publiaient du roman-feuilleton, une forme littéraire alors jugée dangereuse.
La taxe Riancey se monte à cinq centimes par exemplaire de journal publiant un roman feuilleton, autant dire qu'elle est économiquement insoutenable pour les journaux qui en abandonnent assez vite la publication.
Le premier visé par cette taxe n'est autre qu'Eugène Sue, dont les opinions politiques se rapprochent d'un socialisme modéré à connotations philanthropiques (Marx et Engels analysent son œuvre et en raillent la tiédeur politique pétrie de « bons sentiments »). Ses Mystères de Paris , extrêmement populaires (à l'époque, il est d'usage d'en lire les épisodes dans les cafés ou les loges de concierge devant un public comprenant des analphabètes) exposent brutalement la misère du peuple de la capitale et peuvent se révéler subversives. Sue sera d'ailleurs exilé à Annecy (alors dans le duché de Savoie) après le coup d'État de Napoléon III, et ne pourra que très difficilement publier en livre (objet cher et de moindre diffusion) ses Mystères du peuple, qui en sont la continuation. La presse catholique s'indigne également de l'évocation de la prostitution, jugée indécente.
Dévoué à la politique légitimiste, Riancey ne se rallie point au parti de l'Élysée et est arrêté et détenu pendant quelques jours à Vincennes lors du coup d'État de 1851. Reprenant la plume de journaliste, il devient, en 1852, rédacteur en chef de L'Union, organe du « comte de Chambord », qu'il a dirigé jusqu'à sa mort.
Invité avec son frère Charles de Riancey par Augustin Cauchy et Charles Lenormant à la 1re réunion qui a jeté les bases de la fondation de L'Œuvre des Écoles d'Orient, plus connue actuellement sous le nom d'Œuvre d'Orient, ils sont présents le 4 avril 1856. Il fait partie des membres de son 1er Conseil général du 25 avril de la même année.
Il rédige en 1867, à l'invitation de l'éditeur catholique Victor Palmé, une présentation élogieuse de la nouvelle édition du Recueil des historiens des Gaules et de la France, insérée dans le prospectus du premier tome.
C'est lors d'un voyage à Rome, au concile du Vatican de 1869, qu'il contracte le germe de la maladie dont il meurt quelques mois après, 6 rue Louis-David (16e arrondissement de Paris) ; il avait auparavant habité à plusieurs endroits du même quartier, rue de Passy, rue Gavarni et rue Franklin.
Outre sa collaboration quotidienne à plusieurs journaux légitimistes, Riancey, dont le désintéressement et la loyauté furent appréciés de tous les partis, publia un grand nombre d'ouvrages.
Il était commandeur de l'ordre de Pie IX, commandeur de l'ordre royal des Deux-Siciles, chevalier de l'ordre sacré et militaire constantinien de Saint-Georges, décoré de l'ordre de l'Aigle d'Este et du Saint-Sépulcre, etc.

## Publications
- Histoire du monde depuis la création jusqu'à nos jours (1838-1841)
- Histoire résumée du Moyen Âge (1841)
- Histoire critique et législative de l'instruction publique et de la liberté d'enseignement en France (1844)
- La loi et les jésuites (1845)
- L'Empire et la Restauration (1856)
- Vie des Saints (1866)

## Sources
- « Henri Léon Camusat de Riancey », dans Adolphe Robert et Gaston Cougny, Dictionnaire des parlementaires français, Edgar Bourloton, 1889-1891 [détail de l’édition]